# Chapelle (Zwitserland)
Chapelle is een gemeente en plaats in het Zwitserse kanton Fribourg, en maakt deel uit van het district Glâne.
Chapelle telt 278 inwoners.